# Populus alba

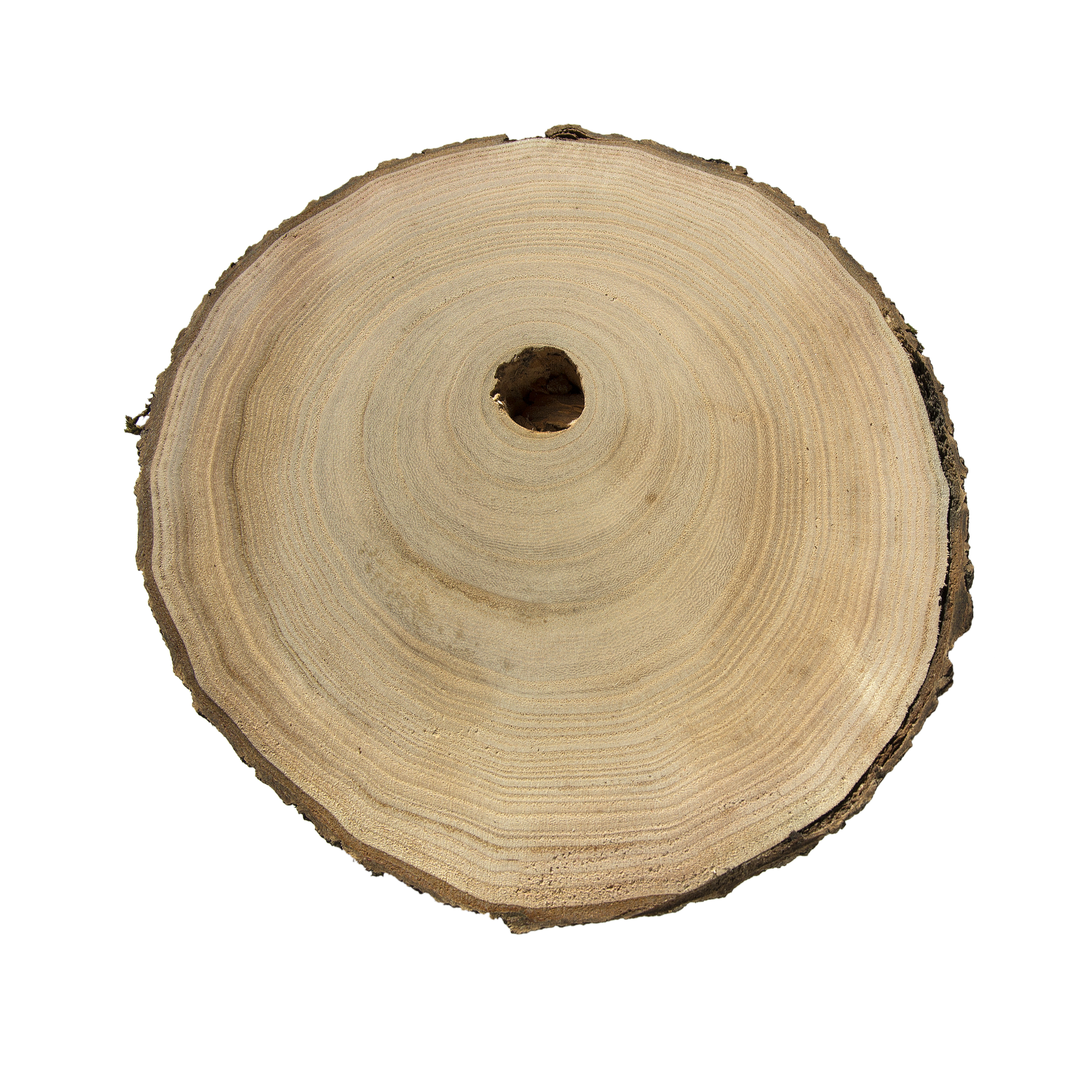
Populus alba - MHNT

Populus alba L. é uma espécie de choupos (ou álamos), da família Salicaceae, conhecida pelos nomes comuns de choupo-branco, álamo-branco, álamo-prateado, choupo ou álamo. Desenvolve-se em áreas relativamente húmidas, por vezes em florestas ripárias, em regiões com verões quentes e invernos suaves a frios, sendo nativa da região que se estende da Península Ibérica e Marrocos, até ao centro da Ásia, chegando a norte até à Alemanha e Polónia. 

## Etimologia
O nome "choupo" é originário do latim populu. 

## Descrição
P.alba é uma árvore decídua de média dimensão (mesofanerófito), de crescimento rápido, que atinge alturas de 16–27 m, raramente mais, com um tronco que pode atingir os 2 m de diâmetro. A copa é alargada, sendo frequentes as árvores com múltiplos troncos ou com ramificação baixa. O ritidoma (casca) é liso, esbranquiçado, apresentando nas árvores jovens marcas em losango características, escurecendo e fissurando na base das árvores mais velhas. Os rebentos do ano, incluindo os gomos, são recobertos por uma camada tricomatosa que forma uma fina penugem esbranquiçada.
As folhas têm 4–15 cm de comprimento, pentalobadas (5 lobos desiguais), inicialmente recobertas por uma espessa penugem esbranquiçada e brilhante em ambas as páginas, mais espessa na página inferior, mas com a página superior a perder essa cobertura e a ganhar uma cor verde-pálida quando atinge a maturidade, enquanto a página inferior se mantém esbranquiçada até à queda das folhas. Nas árvores jovens, em crescimento rápido, as folhas são maiores e profundamente lobadas, nas árvores mais velhas e naquelas em que o crescimento é lento por razões edáfo-climáticas as folhas são menores e menos recortadas.
As flores formam amentilhos com até 8 cm de comprimento, produzidos no início da primavera, geralmente quando a árvore ainda ostenta poucas ou nenhumas folhas. A espécie é dioica, com amentilhos femininos e masculinos produzidos em espécimes distintos e a fertilização a ser feita pelo vento. Os amentilhos masculinos são acinzentados, com estames vermelhos e conspícuos; os amentilhos femininos são esverdeados, alongando-se até aos 8–10 cm após a polinização, produzindo múltiplas cápsulas que maturam no final da primavera e no início do verão.
A espécie propaga-se facilmente por rebentamento a partir das raízes, formando novas plantas a partir das raízes laterais, por vezes a 20–30 m do tronco, formando extensas colónias clonais.
P. alba hibridiza com a espécie próxima Populus tremula, produzindo um híbrido, conhecido por choupo-cinzento (Populus × canescens), com características morfológicas intermédias em relação às dos progenitores, mas dotada de marcada heterose, podendo atingir mais de 40 m de altura e e mais de 1,5 m de diâmetro do tronco, dimensões muito superiores às de qualquer dos progenitores. A maioria dos choupos-cinzentos cultivados são masculinos, mas ocorrem plantas femininas que também são por vezes utilizadas em cultura.